# Episoriculus caudatus
Episoriculus caudatus Horsfield, 1851 è un mammifero della famiglia Soricidae, diffuso in Asia meridionale, Cina, Birmania, India e Nepal.

## Descrizione
Con una lunghezza dalla testa e del tronco di 58-74 millimetri e un peso medio di 8.94 grammi, questa specie è una dei toporagni di medie dimensioni. La coda raggiunge una lunghezza da 48 a 67 millimetri, mentre le zampe posteriori variano tra 12 e 16 millimetri. La colorazione sulla schiena è marrone cannella con sfumature grigie, la pancia è di colore più chiaro. Il mantello della sottospecie E. c. umbrinus è decisamente di un marrone più scuro. La coda è relativamente corta rispetto ad altre specie, con una lunghezza di poco più della metà della lunghezza della testa e del torso. È marrone nella parte superiore, in E. c. sacrato con una seconda tonalità marrone, e marrone biancastro nella parte inferiore. Anche i lati superiori delle zampe sono biancastri e hanno alcuni peli castani al centro.
Il cranio ha una lunghezza massima di 17-19 millimetri e corrisponde quindi a quella del Episoriculus macrurus, ma ha un muso più lungo e stretto. Le punte degli incisivi superiori presentano lacune sorprendentemente grandi. Il genoma è costituito da un insieme di cromosomi diploidi di 2n = 64 cromosomi.

## Biologia

### Riproduzione
Questa specie si riproduce in due periodi durante l'anno; da aprile a giugno le femmine hanno in media sei piccoli, da agosto a ottobre da tre a cinque piccoli.

## Distribuzione e habitat
Questa specie è diffusa nell'ecozona paleartica e indomalese, in ampie parti delle alte montagne dell’Asia meridionale, della Cina centrale e meridionale e in alcune parti del sud-est asiatico. L'area si estende nell’Asia meridionale dall'India settentrionale nel Sikkim, nel Bengala occidentale e nell'Uttarakhand fino al Nepal. Nella Repubblica Popolare Cinese, la specie si trova nelle province di Xizang, Sichuan, Gansu e nel Yunnan sudoccidentale. Nel sud-est asiatico è limitato nella parte settentrionale della Birmania.
L'habitat preferito dall'Episoriculus caudatus, in Cina, è a medie altitudini superiori ai 2 200 metri, nei fitti boschi di querce e rododendri a quote più basse e pascoli alpini a quote più elevate. Tipicamente si estende da 1 800 a 3 600 metri di altitudine. Inoltre, la specie vive ai margini delle foreste di latifoglie e conifere e predilige habitat fluviali con una forte copertura del suolo o terreni sassosi con crescita di erba e muschio. Si trova anche nelle vicinanze di insediamenti umani e terreni agricoli.
Diverse sono le ecoregioni che abita, tra di esse troviamo: foreste di conifere e miste della gola di Nujiang Langcang, pineta dell'India nord-occidentale e Birmania, foreste di latifoglie sempreverdi del bacino del Sichuan, foreste temperate del Triangolo d'Oro settentrionale, foreste subtropicali del Meghalaya, foreste di conifere di Qionglai-Minshan, steppe alpine del Karakorum-altopiano del Tibet occidentale, foreste sempreverdi subtropicali dell'altopiano dello Yunnan, steppa alpina dell'altopiano centrale del Tibet, foreste di conifere subalpine dei monti Hengduan, foreste di conifere subalpine dell'Himalaya nord-orientale, foreste pluviali di Mizoram-Manipur-Kachin, prati e arbusteti alpini dell'Himalaya orientale, foreste di conifere subalpine dell'Himalaya occidentale, foreste subtropicali del Triangolo d'Oro settentrionale, foreste di latifoglie dell'Himalaya orientale, foreste di latifoglie subtropicali dell'Himalaya, foreste di latifoglie dell'Himalaya occidentale, arbusteti e prati del Tibet sud-orientale, pineta subtropicale dell'Himalaya e foreste subtropicali dell'Indocina settentrionale.

## Tassonomia
Episoriculus caudatus è classificato come specie indipendente all'interno dei Episoriculus, che consistono di quattro specie. La prima descrizione scientifica è stata fatta da Thomas Horsfield nel 1851, quando Episoriculus fumidus, endemico di Taiwan, era originariamente considerato una sottospecie di E. caudatus, ma è stato successivamente descritto come una specie separata.
All’interno di questa specie si distinguono le seguenti sottospecie:
- Episoriculus caudatus caudatus Horsfield, 1851
- Episoriculus caudatus sacratus Thomas, 1911
- Episoriculus caudatus umbrinus G. Allen, 1923

La specie è riconosciuta anche con il sinonimo Soriculus caudatus.

## Conservazione
La specie è stata valutata come specie a rischio minimo dalla IUCN a causa del suo areale relativamente ampio in Asia, della sua buona adattabilità a diversi habitat e della dimensione ipotizzata della popolazione. Le minacce alla specie non sono note e non si ipotizza un calo significativo della popolazione; a livello regionale può essere messa in pericolo dai cambiamenti di habitat.